# مردگان متحرک (بازی ویدئویی)
مردگان متحرک (انگلیسی: The Walking Dead؛ که به‌نام‌های  مردگان متحرک: بازی ویدئویی و مردگان متحرک: فصل اول نیز شناخته می‌شود) یک بازی ویدئویی در سبک ماجراجویی دوره‌ای است که توسط تل‌تیل گیمز ساخته و منتشر شده‌است. این بازی، در سال ۲۰۱۲، با ابزار تل‌تیل، موتور مخصوص شرکت سازنده، ساخته شده‌است. کار آهنگ‌سازی این بازی نیز، برعهدهٔ جارد امرسون-جانسون بوده‌است.
قسمت‌های این بازی براساس مجموعه کتاب‌های کمیک مردگان متحرک، به‌نویسندگی رابرت کرکمن، ساخته شده‌است. این بازی شامل پنج قسمت است که بین آوریل تا نوامبر ۲۰۱۲ (میلادی)، منتشر شده‌است. درحال حاضر، این بازی برروی ایکس‌باکس ۳۶۰، ویندوز، پلی‌استیشن ۳، اواس ده، آی‌اواس ، اندروید و پلی‌استیشن ویتا قابل‌استفاده است. معدودی از شخصیت‌های بازی از کتاب کمیک بازی، گرفته‌ شده‌اند؛ درحالی که بیش‌تر این شخصیت‌ها این‌گونه نیستند. داستان، تحت تأثیر گفتگوهای بین چند نفر و اقدامات سریع طرف مقابل قرار دارد. همچنین انتخاب‌هایی که بازیکنان در جریان بازی انجام می‌دهند، مهم‌ترین مسئله تأثیرگذار در روند این بازی است و داستان بازی براساس این انتخاب‌ها شکل می‌گیرد.
داستان این بازی دربارهٔ استاد تاریخ دانشگاهی به نام «لی اورت» است، که به‌دلیل قتل سناتوری که با زن وی رابطه داشته، دست‌گیر می‌شود. در هنگام انتقال او به زندان، ماشین حمل او با موجودی به‌نام زامبی برخورد می‌کند؛ در ادامه داستان، او با دختری به‌نام کلمنتان آشنا می‌شود و به‌دلیل وجود زامبی‌ها، مجبور می‌شود او را با خود همراه کند. شخصیت اصلی و قابل‌کنترل بازی، «لی اورت» نام دارد. «کلمنتان»، جزو دیگر شخصیت‌های پایه و اصلی بازی است. لی اورت، به‌عنوان تنها شخصیت قابل‌کنترل بازی، مجبور می‌شود برای نجات کلمنتان دست به کارهایی بزند، تا او را از خطرها دور کند؛ و این کارها باعث شکل‌گیری داستان مردگان متحرک و در آخر داستان باعث به‌وجودآمدن چند پایان در بازی می‌شود. همچنین این بازی قابلیت چندنفره شدن یا آنلاین بازی‌کردن را ندارد.
این بازی موردتوجه و تحسین منتقدان قرار گرفت. از جمله ویژگی‌هایی که منتقدان آن را تحسین کرده‌اند روابط عاطفی میان دو تن از شخصیت‌های بازی، به نام‌های لی اورت و کلمنتان، بوده‌است. گیم رولیشن به‌این بازی نمره کامل داد. صداپیشگان فوق‌العاده شخصیت‌ها، عاطفی و غم‌انگیزبودن داستان و شکل انتخاب بازیکنان، سه معیار از شش معیار مثبت بازی است که این وب‌گاه آن را ارزیابی کرده‌است؛ و آی‌جی‌ان نیز نمرهٔ ۹٫۳ از ۱۰ را به‌این بازی داد. این وب‌گاه داستان روان بازی، انتخاب‌های بازیکنان، صداپیشگی عالی صداپیشگان و داشتن‌‌احساسات در بازی را ویژگی‌های مثبت بازی ارزیابی کرده‌است.
این بازی، برنده بیش از هشتاد بازی سال شده‌است که شامل یواس‌ای تودی، گیمز ریدار، ای آنلاین و اسپیک ویدئو گیم می‌شوند. بیش از یک میلیون بازیکن، حداقل یک قسمت از پنج قسمت این بازی را بازی کردند و همچنین بیش از ۸٫۵ میلیون نسخه از این بازی تا پایان سال ۲۰۱۲ (میلادی)، فروخته شد. بازی مردگان متحرک پس از انتشار، توسط سه شرکت ای‌اس‌آربی، بنیاد اروپایی اطلاعات بازی‌ها و هیئت رده‌بندی سنی فیلم‌های بریتانیا در ردهٔ سنی بالای ۱۸ سال قرار گرفت.

## قسمت‌های بازی
این بازی دارای ۵ قسمت است که عبارتند از:
| عنوان قسمت (به انگلیسی) | قسمت (به فارسی)   | تاریخ انتشار (برای مایکروسافت ویندوز، اواس ده، ایکس‌باکس ۳۶۰، و پلی استیشن ۳) | تاریخ انتشار (برای آی‌اواس) | نویسنده    |
| ----------------------- | ----------------- | ---------------------------------------------------------------------------- | -------------------------- | ---------- |
|                         |                   |                                                                              |                            |            |
| A New Day               | یک روز نو         | ۲۴ آوریل ۲۰۱۲                                                                | ۲۶ ژوئیه ۲۰۱۲              | سین ونامن  |
|                         |                   |                                                                              |                            |            |
| Starved for Help        | کمک برای گرسنگی   | ۲۷ ژوئن ۲۰۱۲                                                                 | ۲۹ اوت ۲۰۱۲                | مارک دارین |
|                         |                   |                                                                              |                            |            |
| Long Road Ahead         | راه طولانی پیش رو | ۲۸ اوت ۲۰۱۲                                                                  | ۱۸ اکتبر ۲۰۱۲              | سین ونامن  |
|                         |                   |                                                                              |                            |            |
| Around Every Corner     | اطراف هر گوشه     | ۹ اکتبر ۲۰۱۲                                                                 | ۸ نوامبر ۲۰۱۲              | گری ویتا   |
|                         |                   |                                                                              |                            |            |
| No Time Left            | زمانی باقی نمانده | ۲۱ نوامبر ۲۰۱۲                                                               | ۲۰ نوامبر ۲۰۱۲             | سین ونامن  |

## خلاصه داستان

### قسمت ۱
داستان بازی از جایی آغاز می‌شود که شخصیت اصلی بازی به نام لی اورت (شخصیتی که بازیکنان آن را کنترل می‌کنند) که یک استاد دانشگاه در رشته تاریخ است، به دلیل قتل سناتوری که با زن وی رابطه داشته، دستگیر می‌شود. در هنگام انتقال به زندان، خودروی حمل او در بین راه با یک زامبی (که در بازی آن‌ها را با نام والکر می‌شناسیم) تصادف می‌کند. این موجودات با یک بیماری خاصی که شیوع پیدا کرده‌است، آلوده شده‌اند و در صورت گاز گرفته شدن یک فرد، آن فرد نیز به زامبی تبدیل خواهد شد. ماشینی که لی در آن حضور داشته، از جاده بیرون رفته و لی پس از تصادف بیهوش می‌شود. او پس از به‌هوش آمدن، درمی‌یابد که افسر پلیسی که رانندهٔ ماشین بوده، به موجودی عجیب تبدیل شده‌است. لی هنوز نمی‌داند که این موجودات، زامبی هستند. افسر پلیس، به لی حمله می‌کند و لی برای زنده ماندن، او را می‌کشد. در همین حال، تعداد زیادی زامبی از راه می‌رسند و لی برای زنده ماندن از دست آن‌ها، فرار می‌کند. پس از رهایی از دست زامبی‌ها، با دختری به نام کلمنتان آشنا می‌شود. پدر و مادر کلمنتان، پیش از ترک شهر، او را به پرستاری می‌سپارند و در پی این جریان‌ها، پرستار تبدیل به زامبی شده‌است. لی که می‌بیند کلمنتان را نمی‌تواند تنها در میان این زامبی‌ها بگذارد، تصمیم به مراقبت از وی می‌گیرد و در نتیجه، کلمنتان را نیز با خود همراه می‌کند.

کلمنتان و لی و در ضمن گیم پلی بازی

پس از آن که لی با کلمنتان برای پیدا کردن کمک به بیرون از خانه می‌روند، دو نفر از بازماندگان را مشاهده می‌کنند. لی و کلمنتان همراه آن دو نفر به روستایشان که هرشل نام دارد می‌روند. در آنجا، لی با کاتجا، کنی و داک (پسر کنی)، آشنا می‌شود. اما اتفاقاتی در مزرعه به وقوع می‌پیوندد که لی و کلمنتان به همراه کاتجا، کنی و داک مجبور به ترک مزرعه می‌شوند و مقصد بعدی آن‌ها شهر ماکن، زادگاه لی است. آن‌ها پس از رسیدن به آن شهر، داروخانه‌ای را می‌بینند که متعلق به خانواده لی است. در همین حال زامبی‌ها به گروه حمله می‌کنند. پس از حملهٔ زامبی‌ها به لی و گروهش، تعدادی دیگر از بازماندگان که به داروخانه پناه برده‌اند، لی و گروهش را به داخل داروخانه می‌آورند تا از دست زامبی‌ها در امان باشند. پس از رفتن لی و بقیهٔ اعضای گروه به داخل داروخانه، لی با لی‌لی رهبر این گروه، گلن، کارلی، داگ و بقیه اعضای گروه، آشنا می‌شود. در همین حال، کنی با پدر لی‌لی درگیر و پدر لی‌لی دچار مشکل قلبی می‌شود. پس از این اتفاق، لی‌لی از لی می‌خواهد که برای پدرش از اتاق پشتی داروخانه، دارو بیاورد. پس از مدتی داروخانه در محاصرهٔ زامبی‌ها قرار می‌گیرد. پس از هجوم زامبی‌ها به داروخانه، داگ و کارلی در معرض خطر قرار می‌گیرند و لی فقط می‌تواند یکی از آن‌ها را نجات دهد. در اینجا بازیکن حق انتخاب دارد. یا فقط باید داگ را نجات دهد یا کارلی را. (در روند بازی صحنه‌هایی وجود دارد که بازیکنان باید بین نجات دو نفر یا چند تصمیم، یکی را انتخاب کنند)
پس از نجات دادن یکی از این دو شخصیت، لی و بقیهٔ اعضای گروه، با ماشین کنی فرار می‌کنند و پس از رسیدن به یک راهسرا، به آن جا پناه می‌آورند. در اینجا قسمت اول تمام می‌شود.

### قسمت ۲
قسمت دوم از جایی آغاز می‌شود که لی همراه مارک (شخصیت جدیدی که بدون مقدمه وارد بازی شده) برای شکار به جنگل می‌روند. مشکل بزرگی که لی و گروهش را تهدید می‌کند، کمبود مواد غذایی است. چند دقیقه پس از اینکه لی و مارک از شکار به راه‌سرا برمی‌گردند، دو برادر به نام‌های اندرو و دنی به سمت گروه می‌آیند و به گروه می‌گویند که دنبال گازوئیل برای حصارهای فلزی مزرعه‌شان می‌گردند و اگر گروه به آن‌ها گازوئیل بدهد، آن‌ها می‌توانند به مزرعهٔ امنشان بیایند و در آن جا ساکن بشوند. گروه تصمیم آن‌ها را می‌پذیرد. پس از رسیدن گروه به مزرعه، آن‌ها با مادر این دو برادر که برندا نام دارد، آشنا می‌شوند. سپس اندرو از لی و مارک می‌خواهد که به بیرون از خانه بروند تا منطقه را برای امن بودن بازرسی کنند.
پس از اتمام این کار توسط لی و مارک، آن دو در راه برگشت مورد هجوم چندین نفر قرار می‌گیرند و در همین جریانات مارک زخمی می‌شود. سپس لی سریعاً مارک را برای مداوا به مزرعه برمی‌گرداند. پس از برگشتن لی و مارک، لی به سمت طویله مزرعه می‌رود تا به اعضای گروه بپیوندد. در زمان ورود لی به طویله، کنی به او می‌گوید که او متوجه دری مشکوک در آن جا شده‌است و می‌خواهد آن را باز کند. پس از مدتی لی در را باز می‌کند و با صحنه‌ای پر از خون مواجه می‌شود. در همین زمان اندرو می‌آید و به آن‌ها می‌گوید که اینجا مکانی برای کشتن حیوانات است.
پس از برگشتن لی و اندرو به خانه، لی برای جستجو کردن خانه، جای دستشویی را از برندا سؤال می‌کند. لی ابتدا به طبقه بالا می‌رود و با فریاد مارک مواجه می‌شود. مارک به لی می‌گوید که غذای امشب از گوشت پای او درست شده‌است. لی به سرعت به طبقه پایین می‌آید و حقیقت را افشا می‌کند ولی در همین زمان یکی از برادران کلمنتان را گروگان می‌گیرد، برادر دیگر نیز با ضربه‌ای، لی را بیهوش می‌کند. وقتی لی به هوش می‌آید در اتاقی همراه با بقیه اعضای گروه به جز داک و کاتجا گروگان هستند. پس از مدتی، اعضای گروه با نقشهٔ لی و با کمک کلمنتان از اتاق فرار می‌کنند و پس از نجات دادن کاتجا و پسرش، به راهسرا بر می‌گردند. در راه بازگشت، ماشینی پر از موادغذایی را پیدا می‌کنند و مواد داخل آن را برمی‌دارند. در اینجا قسمت ۲ نیز تمام می‌شود.

### قسمت ۳
یک هفته بعد از اتفاقات قسمت ۲، لی و کنی برای پیدا کردن مواد غذایی به خیابان‌های شهر ماکن می‌روند و پس از پر کردن کوله‌بارهای خود با مواد غذایی، به سمت راهسرا بر می‌گردند. متناسب با مقدار دارو و غذایی که آن‌ها برای گروه پیدا کرده‌اند، رفتار لی‌لی با آن دو متفاوت خواهد بود. قسمت سوم در اصل از جایی آغاز می‌شود که بازماندگان متوجه می‌شوند که کسی از خارج از راهسرا در حال به سرقت بردن مواد غذایی آن‌هاست و این کار بدون وجود جاسوسی در گروه امکان‌پذیر نیست. لی‌لی، بن را مسئول این اتفاقات می‌داند. در همین حال، افرادی ناشناس به راهسرا حمله می‌کنند و به غارت مواد غذایی و آذوقه‌های گروه می‌پردازند و گروه راهسرا را ترک می‌کند.
گروه که با ماشین کنی از دست غارتگران فرار کرده بود، در وسط راه به دلیل برخورد ماشین با یک زامبی مجبور به توقف می‌شود. بحث لی‌لی با بن و کارلی (اگر در قسمت اول نجات داده شده باشد) بالا می‌گیرد، بالا می‌گیرد؛ به‌طوری‌که لی‌لی به کارلی شلیک می‌کند (اگر در قسمت اول بازیکنان داگ را نجات داده باشند، لی‌لی به داگ شلیک می‌کند) در این جا لی باید تصمیم بگیرد که لی‌لی را بابت شلیک کردن در جاده رها کند یا او را همچنان در گروه نگه دارد. پس از انتخاب یکی از از این دو راه، اعضای گروه به راه خود ادامه می‌دهند و به قطاری می‌رسند که راه آن‌ها را سد کرده‌است. پس از مدتی، گروه با مردی به نام چارلز ملاقات می‌کند و او با گروه همراه می‌شود. (اگر بازیکنان لی‌لی را همراه گروه آورده باشند، او ماشین کنی را زمانی که همه بیرون از ماشین، سرگرم گفتگو هستند، می‌دزدد).
پس از مدتی، کنی و کاتجا تصمیم می‌گیرند تا به دلیل وضع وخیم داک او را بکشند. در اینجا لی باید تعیین کند چه کسی داک را بکشد: کنی، کاتجا یا خودش. هر کدام را که بازیکن انتخاب کند، کاتجا با یا بدون کنی به داخل جنگل می‌رود تا با پسرش خداحافظی کند که ناگهان لی صدای شلیک کاتجا را می‌شنود که خودکشی کرده‌است. گروه پس از کشتن داک و به راه انداختن قطار، شروع به حرکت می‌کنند. در ادامه راه، گروه با امید و کریستا آشنا می‌شوند و آن دو نیز به گروه می‌پیوندند تا به مقصد بعدی گروه، یعنی شهر ساحلی ساوانا بروند که همان جایی است که پدر و مادر کلمنتان، قبل از این جریانات به آنجا مسافرت کرده‌اند. در اواسط راه، لی صدای مردی را از گوشی موبایل کلمنتان که واکی تاکی نام دارد، می‌شنود که به کلمنتان می‌گوید که خوشحال است او به ساوانا می‌آید و همچنین می‌گوید که پدر و مادرش پیش او هستند. در اینجا قسمت ۳ هم به پایان می‌رسد.

### قسمت ۴
گروه پس از یک سفر طولانی، به ساوانا می‌رسد. این شهر ساحلی، به شهر مردگان تبدیل شده و هدف لی و بقیه بازماندگان، پیدا کردن قایقی برای خروج از منطقه است. کلمنتان هم از لی می‌خواهد که پدر و مادرش را در این شهر پر از زامبی پیدا کند. امید که در قسمت قبل به شدت مجروح شده بود، حالش وخیم است و کریستا که نگران اوست، درخواست مکانی برای استراحت می‌کند. در همان زمان، ناقوس کلیسایی که در پشت سر گروه قرار دارد، به صدا درآمده و زامبی‌ها به گروه حمله‌ور می‌شوند. در همین حال، دوباره صدای فردی ناشناس از بی‌سیم کلمنتان شنیده می‌شود که به گروه می‌گوید که از خیابان خارج شوند و به مکانی امن بروند. گروه مجبور می‌شود که به حیاط خانه‌ای که در مجاور آن‌ها قرار دارند پناهنده شوند.
لی و کنی برای پیدا کردن یک قایق به راه می‌افتند. دوباره صدای ناقوس همان کلیسا، در همه جا می‌پیچد. این صدا زامبی‌ها را به سمت کلیسا می‌کشاند. لی و کنی تمام منطقه را جستجو می‌کنند ولی قایقی در آن منطقه نمی‌بینند. لی در همین زمان دختری به نام مالی را می‌بیند و پس از گفتگویی با او، دوباره زامبی‌ها به آن سه نفر حمله می‌کنند. مالی و کنی به سرعت فرار می‌کنند ولی لی که در دام زامبی‌ها می‌افتد، مجبور به رفتن به داخل کانال فاضلاب می‌شود. او که به دنبال راهی برای خروج است، به سردخانه بیمارستانی می‌رسد که در آنجا گروهی از بازماندگان زندگی می‌کنند. یکی از اعضای گروه، دکتری است که ورنون نام دارد. لی از او می‌خواهد که به همراه او به مکان امنشان بیاید و امید را مداوا کند. لی پس از بازگشت به خانه متوجه می‌شود که گروه، قایقی را در همان خانه‌ای که در آن مستقر شده‌اند، پیدا کرده‌اند ولی یک سری وسایلی می‌خواهد که باید تهیه شود.
پس از مدتی، لی متوجه گم شدن کلمنتان می‌شود. لی به حیاط بیرون از خانه می‌رود و کلاه و بی‌سیم کلمنتان را می‌بیند که روی زمین افتاده است. در همین حال، یک زامبی که میان سطل‌های زباله قایم شده بود، دست لی را گاز می‌گیرد. لی می‌داند که با این اتفاق، او هم تبدیل به زامبی می‌شود. در اینجا، بازیکن دو انتخاب پیش رو دارد و باید بین نشان دادن محل گازگرفتگی به گروه و پنهان کردن آن، یکی را انتخاب کند. پس از انتخاب یکی از این دو شرایط، لی به گروه می‌گوید که کلمنتان گم شده‌است. لی در ابتدا به ورنون برای گم شدن کلمنتان شک می‌کند؛ چون ورنون به لی گفته بود که در صورت تمایل کلمنتان را به گروه آنان بسپارند، تا آن‌ها از او مراقبت کنند. پس وی به همراه یکی از اعضای گروه، به سردخانه بیمارستان که محل زندگی آن‌ها بوده می‌روند؛ ولی در آن جا متوجه می‌شوند که آن‌ها نقل مکان کرده‌اند. در این جا بی‌سیم کلمنتان به صدا درآمده و مردی به لی می‌گوید که کلمنتان پیش او است و حالش خوب است. بعدها مشخص می‌شود که آن مرد ورنون نبوده‌است.

### قسمت ۵
این قسمت دقیقاً از همان نقطه پایان قسمت قبلی شروع می‌شود. لی به دنبال راهی برای بیرون آمدن از سردخانه می‌گردد که ناگهان بیهوش می‌شود. زمانی که بلند می‌شود، متوجه می‌شود که یکی از اعضای گروه همراه اوست و از او می‌خواهد دستش را که زامبی‌ها آن را گاز گرفته بودند، قطع کند. بازیکن در اینجا دو انتخاب پیش رو دارد و باید بین قطع کردن دست و قطع نکردن آن یکی را انتخاب کند. پس از انتخاب هر کدام، لی و همراهش به مکان اصلی خود بر می‌گردند.
پس از برگشت آن دو، گروه برای پیدا کردن کلمنتان آماده می‌شود. ابتدا آن‌ها به خانهٔ کناری می‌روند تا از آنجا به وسیله بالکن به پشت بام خانه مجاور بروند. وقتی امید و کریستا از روی پشت بام می‌پرند و نوبت به بن می‌رسد، در حین پریدن بن، بالکن فرو می‌ریزد و لبه بالکن به داخل بدن بن فرومی‌رود. سپس کنی شروع به بیرون کشیدن لبه بالکن می‌کند، ولی بن از شدت درد فریاد می‌کشد. همین فریاد باعث خبردار شدن زامبی‌ها می‌شود. در ادامه، کنی به وسیله زامبی‌ها کشته می‌شود و فقط لی و کریستا و امید زنده می‌ماند.
پس از رسیدن آن سه نفر به خانه مردابی، لی از امید و کریستا می‌خواهد که بروند و او و کلمنتان را بعداً ملاقات کنند. لی پس از ورود به یک هتل و جستجو کردن اتاق‌های آن، به اتاقی می‌رسد که کلمنتان در آن است. سپس مردی که کلمنتان را گروگان گرفته بود، از پشت به لی اسلحه می‌کشد و به لی می‌گوید که ساکت باشد و همان‌جا بماند. آن مرد به لی می‌گوید که موادغذایی‌ای که گروه شما (در انتهای قسمت دوم) برداشته‌است متعلق به من و خانواده‌ام بوده و وقتی شما این موادغذایی را برداشتید، زن و بچه‌ام ترکم کرده‌اند. در همین زمان، کلمنتان از اتاقی که در آن زندانی بود خودش را آزاد می‌کند. سپس لی به مرد هجوم آورده و او را می‌کشد. در ادامه، کلمنتان متوجه می‌شود که مادر و پدرش نیز تبدیل به زامبی شده‌اند.
پس از آن، لی و کلمنتان به یک جواهرفروشی که در همان نزدیکی بود، می‌روند. لی که با گاز گرفتگی دستش کم‌کم در حال تبدیل شدن به زامبی است (حتی اگر دست لی قطع شده باشد)، از کلمنتان می‌خواهد که به او دستبند بزند و او را به میله وصل کند. پس از انجام این کار، لی از کلمنتان می‌خواهد که شهر را ترک کرده و با امید و کریستا فرار کند. او پس از آخرین خداحافظی اش با کلمنتان، از او می‌خواهد که یا به او شلیک کند یا او را ترک کند. به هر صورت، لی چشمانش را می‌بندد و می‌میرد. در صحنه‌های آخر بازی، کلمنتان دیده می‌شود که گریان روی تپهای نزدیک ساوانا در حال قدم زدن است. او بر روی یک ماشین برای استراحت می‌نشیند و دو نفر جدید به سمت وی می‌آیند و بازی در اینجا به اتمام می‌رسد.

## شخصیت‌های اصلی

بعضی از شخصیت‌های بازی مردگان متحرک از چپ: کریستا، امید، کنی، لی، بن، چاک

| نام شخصیت | قسمت‌های حضور داشته | توضیحات | وضعیت در پایان داستان | صداگذار در این بازی |
| --------- | ------------------ | --- | --------------------- | ------------------- |
| لی اورت   | ۱ تا ۵             | متولد و بزرگ شده در ماکن، جورجیا. او یک استاد دانشگاه است که در سن ۳۷ سالگی، زندگی‌اش با کشتن یک مرد عوض شده و به اعدام محکوم می‌شود. ماشین انتقال وی به زندان در راه با یک زامبی تصادف و به بیرون از جاده سقوط می‌کند. پس از فرار از دست تعدادی زامبی که به او حمله‌ور شده بودند، با دختر هشت ساله‌ای به نام کلمنتان آشنا می‌شود و …. | مرده                  | دیو فنوی            |
| کلمنتان   | ۱ تا ۵             | کلمنتان هشت ساله، دختری آرام، دوست داشتنی و خجالتی است. لی، او را زمانی که در خانه‌اش تنها بود، برای اولین بار ملاقات می‌کند. لی با او مانند یک پدر و دختر، روابط عاطفی شدیدی برقرار می‌کند. | زنده                  | ملیسا هاتچیسون      |
| کنی       | ۱ تا ۵             | کنی، مردی دوست داشتنی و کاپیتان یک قایق ماهی‌گیری است. او مردی باهوش و سخت‌کوش است. | نامعلوم               | گوین هامون          |
| کاتجا     | ۱ تا ۵             | کاتجا، همسر کنی و مادر داک است. خانواده‌اش در زمان نوجوانی او، از بلژیک به جنوب فلوریدا مهاجرت کردند؛ جایی که او برای اولین بار با کنی آشنا شد. او که یک دامپزشک است، در نقاط خاصی از بازی به کمک دیگر شخصیت‌ها می‌آید. | مرده                  | کیسی جونز           |
| بن پال    | ۲ تا ۵             | بن، یک دانش آموز رشته موسیقی است و با دوستش تراویس، هم کلاس بود. معلم آن دو نیز دیوید پارکر نام داشت. | مرده                  | ترور هافمن          |
| امید      | ۳ تا ۵             | امید، شوهر کریستا است. او و کریستا، لی و بقیه بازماندگان را در قسمت سوم ملاقات می‌کنند. | نامعلوم               | اوون توماس          |
| کریستا    | ۳ تا ۵             | کریستا، همسر امید است و در قسمت سوم برای اولین بار، لی و بقیه بازماندگان را ملاقات می‌کند. | نامعلوم               | مارا جونوت          |
| لی لی     | ۱ تا ۳             | لی‌لی سابقاً یک مهندس بوده و دختر یک مرد ارتشی از ماکن، جورجیا است و کسی است که در گروه بیش‌ترین تقابل را با کنی، دربارهٔ مسائلی مانند ترک راهسرا، ورود به مزرعه، پذیرش افراد جدید در گروه دارد. پدرش لری، دارای مشکلات قلبی است. | نامعلوم               | نیکی رپ             |
| داک       | ۱ تا ۳             | داک، پسر ده سالهٔ کنی و کاتجا است. او برخلاف کلمنتان پسری شیطان و بازیگوش است. | مرده                  | مکس کافمن           |
| کارلی     | ۱ تا ۳             | کارلی، دختری باهوش و خبرنگاری از آتلانتا است. قبل از اینکه لی و بقیهٔ اعضای گروه به لی‌لی و اعضای گروه او بپیوندند، کارلی به وسیله داک نجات پیدا کرده بود. | مرده                  | نیکول ویجیل         |

## گیم پلی
مردگان متحرک یک بازی در سبک ماجراجویی گرافیکی سوم شخص است. قهرمان و شخصیت اصلی بازی لی اورت است و بازیکنان او را در بازی کنترل و هدایت می‌کنند. بازیکنان باید در دنیایی پر از زامبی، به دنبال راهی برای نجات خود باشند و لی و دیگر افراد را از دست آن‌ها نجات دهند. شرکت سازنده این بازی، گیم‌پلی آن را همانند بازی‌های قبلی‌اش ساخته است. بازیکنان کنترل کاملی بر روی لی در بازی دارند و می‌توانند این شخصیت را در یک دنیای آزاد، حرکت بدهند. بازیکنان در طی بازی، باید در مکان‌های مختلفی اقدام به جستجو در ماشین‌ها، قفسه‌ها و چیزهای دیگر بکنند. بازیکنان که تنها کنترل لی اورت را در اختیار دارند، می‌توانند با بقیه اشخاص صحبت، به آن‌ها نگاه یا اگر آن‌ها چیزی را استفاده یا حمل می‌کنند، از آن‌ها دربارهٔ آن سؤال کنند.

نوار سفید رنگ مدت زمانی را نشان می‌دهد که لی می‌تواند تصمیم خودش را برای جواب دادن به سؤال بگیرد.

در این بازی، عمل و اقدام بازیکنان، سازنده داستان بازی نیست؛ بلکه تصمیمات سریع آن‌هاست که داستان بازی را می‌سازد. تصمیمات بازیکنان می‌تواند بر جریان بازی تأثیر زیادی داشته باشد. در واقع، همین انتخاب‌ها و تصمیمات است که داستان بازی را از قسمت اول تا قسمت پنجم می‌سازد. مثلاً اگر بازیکنان در گفتگوی لی با یکی از شخصیت‌های گروه، حرف‌هایی زده باشند که باعث ناراحتی، یا شکاک شدن شخص مقابل شده باشد، آن شخص حرف لی را تا پایان بازی فراموش نخواهد کرد. یکی از مهم‌ترین انتخاب‌های بازی، انتخاب فردی برای کشتن داک، در قسمت سوم است. لی باید در آن قسمت تعیین می‌کرد که چه کسی داک را بکشد. در فیلم بازی، کنی پس از این که پسرش کشته شد، ناراحتی و اشکش، دقیقاً مانند یک فرد واقعی بود؛ یا در قسمت چهارم که لی باید بین رها کردن بن پیش زامبی‌ها، یا نجات دادن او یکی را انتخاب می‌کرد، یکی از صحنه‌های تأثیرگذار در بازی بود که باعث شد بن اعتماد خاصی نسبت به لی پیدا کند و برعکس اگر بن می‌مرد، کنی در جای دیگر بازی به قتل می‌رسید.
یکی از انتخاب‌هایی که اعضای گروه از دست لی عصبانی و ناراحت می‌شوند، در قسمت دوم بازی است. در همان اوایل قسمت، دو برادر به سمت آن‌ها می‌آیند و می‌گویند که در صورت تمایل به روستایشان بیایند و در آنجا ساکن شوند. اگر لی این تصمیم را رد کند، کل اعضای گروه از او دلخور و عصبانی می‌شوند؛ یا در قسمت اول که بین کارلی و داگ باید یکی را نجات دهد، یکی از انتخاب‌های دشوار بازی است، که لی باید تعیین کند که بین این دو کدام را نجات دهد؛ ولی نمی‌تواند هر دو را باهم نجات دهد.
بازیکنان می‌توانند با تصمیماتشان یکی از اعضای گروه را حتی به کام مرگ ببرند. بازیکن می‌تواند تصمیمی بگیرد که گروه را از هم بپاشاند یا فردی جدید را به گروه بیاورد. البته تصمیمات بازیکنان در مکانی که لی و بقیه اعضا می‌خواهند در داستان بازی بروند تغییری ایجاد نمی‌کند بلکه فقط باعث بهبود بخشیدن یا نبخشیدن به روابط بین اعضای گروه با یکدیگر یا لی می‌شود. اگر در داستان بازی بازیکنان با تصمیمات خود با همه اعضای گروه به مجادله بپردازند، باعث تنها شدن لی در بازی می‌شود یا برعکس، اگر لی با بقیه اعضا خوب برخورد کند، همهٔ اعضای گروه او را به عنوان یک دوست و همراه می‌پذیرند. لی در بازی می‌تواند جان بقیه اعضای گروه را نجات دهد، اما قادر به نجات دادن جان خود نیست.
در بعضی مواقع، حتی لی با تلاش برای نجات دادن کسی، نمی‌تواند او را از دست زامبی‌ها یا چیزهای دیگر رها کند. به عنوان مثال در قسمت اول، وقتی شان گرین در چنگال زامبی‌ها است و در طرف دیگر، داک هم در چنگال زامبی‌ها می‌افتد، لی حتی اگر به‌شان کمک هم کند، او به وسیله زامبی‌ها کشته می‌شود و داک به وسیله کنی نجات می‌یابد. لی فقط با این کار، نشان می‌دهد که نجات شان گرین برایش مهم‌تر از نجات داک است و حتی برعکس؛ اگر لی داک را نجات دهد و شان را تنها بگذارد، این کارش باعث تقویت روابطش با کنی و کاتجا می‌شود. در آخر هر قسمت، نشان داده می‌شود که چند درصد از بازیکنان،تصمیمی که بازیکن گرفته است را گرفته اند. مثلاً در نجات داک و شان، ۴۹ درصد نجات داک، ۴۸ درصد نجات شان و ۳ درصد از بازیکنان عدم عکس‌العملی از طرف لی را انتخاب کرده اند..
این بازی مانند یک پازل است، که دشواری‌ها و سختی‌های زیادی دارد. در بازی، پازل‌ها و معماهای بسیاری وجود دارد که بازیکنان باید آن را کامل کنند. بازیکنان باید در هنگام بازی، مراقب اطراف لی باشند چون ممکن است که یک زامبی از پشت سر به لی و بقیه افراد هجوم آورد. در بعضی از لحظات بازی، صحنه‌هایی وجود دارد، که بازیکنان حق نجات دادن یک نفر از دو یا چند نفر اسیر شده، به وسیله زامبی‌ها را دارند و افراد دیگر اسیر شده، در چنگال زامبی‌ها کشته می‌شوند. در هر قسمت بازی، انتخاب‌ها و پازل‌های مختلفی وجود دارد و بازیکنان باید تمام پازل‌ها را با انتخاب‌هایی که انجام می‌دهند تکمیل کنند. معمولاً هر سؤال، دو یا سه پاسخ مختلف دارد که بازیکن باید یکی از این سه را، با ایده و فکر خودش انتخاب کند و روند بازی را به پیش ببرد.

### مکان‌ها
تمام رویدادهای بازی مردگان متحرک در ایالت جورجیا، واقع در جنوب آمریکا، و در شهرهای آتلانتا، ماکن و ساوانا رخ می‌دهد. بازی، ابتدا در آتلانتا و در بزرگراه بین ایالتی ۸۵ آغاز می‌شود؛ و پس از داستان‌ها و انجام مراحل متفاوت در این شهر، داستان به شهر ماکن می‌رود، جایی که بیشتر داستان بازی انجام می‌گیرد. پس از تمام‌شدن مراحل در این شهر، داستان به شهر ساوانا، شهر آخر بازی، می‌رود. آخرین لحظات بازی در این شهر است و داستان در جواهرفروشی داخل شهر ساوانا، با مرگ لی، به پایان می‌رسد.

## توسعه و تولید

### طراحی و ساخت
در اواخر سال ۲۰۱۰ (میلادی)، شایعه‌ای مبنی بر، انتشار بازی ویدئویی براساس کتاب‌های کمیک مردگان متحرک پخش شد. چند ماه بعد، در اوایل سال ۲۰۱۱ (میلادی)، شرکت تل‌تیل گیمز این شایعه را تأیید کرد و اعلام کرد بازی در اواخر سال ۲۰۱۱ (میلادی)، ارائه می‌شود که البته این اتفاق صورت نگرفت. البته در آن زمان، شرکت مزبور، هیچ اطلاعاتی دربارهٔ کنسول‌های بازی ارائه نکرد ولی دربارهٔ گیم‌پلی بازی صحبت‌هایی کرد. تل‌تیل گیمز قبل از انتشار بازی پیش‌بینی کرد که از این بازی در حدود ۲۰ یا ۳۰ میلیون نسخه به فروش برسد.

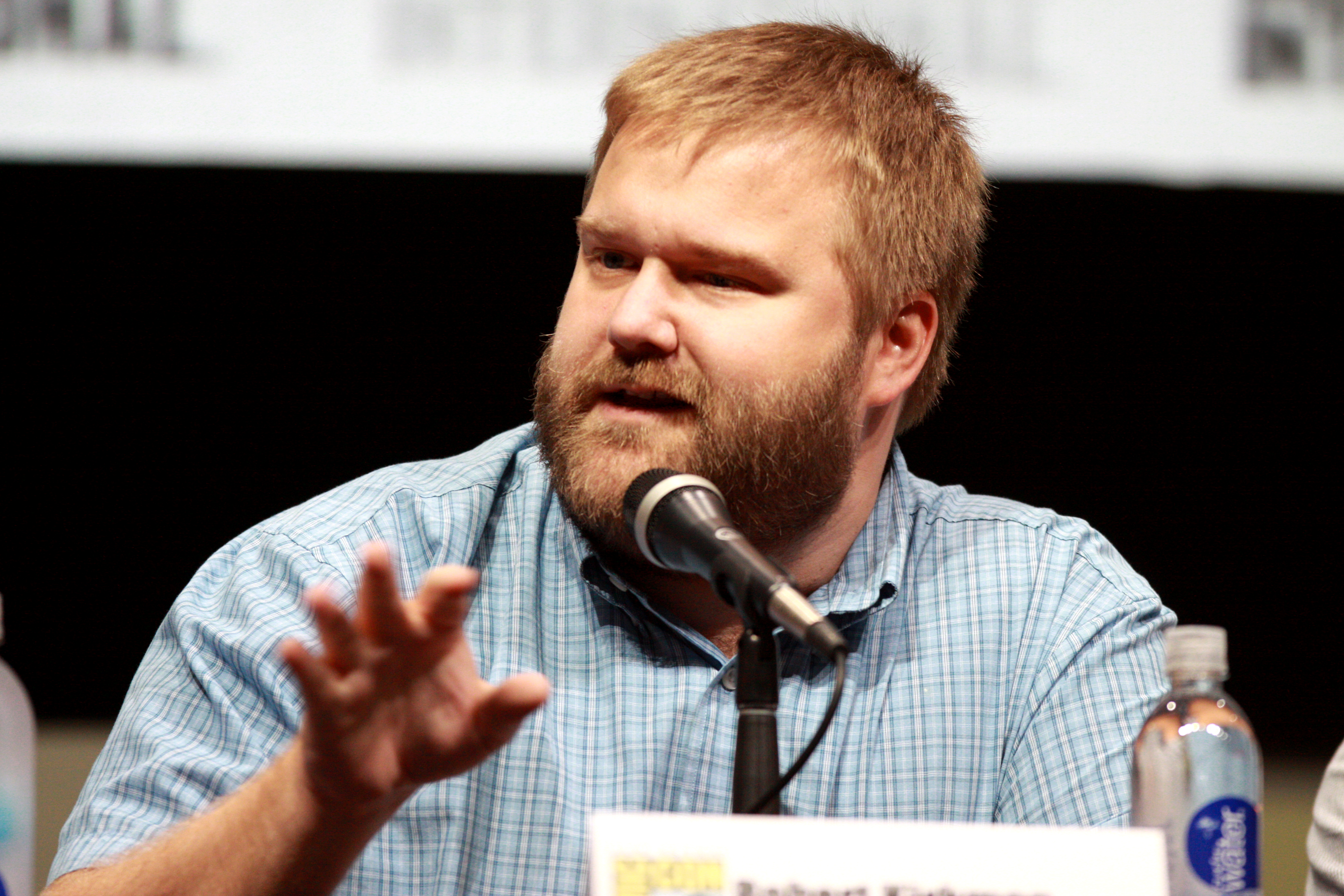
رابرت کرکمن؛ نویسنده کتاب و فیلم مردگان متحرک در حال سخنرانی دربارهٔ این مجموعه در سن دیگو؛ ۲۰۱۲ (میلادی)

رابرت کرکمن، نویسنده اصلی داستان‌های کمیک مردگان متحرک، یکی از طرفداران اصلی این شرکت بود. او حتی قبل از این که تل‌تیل گیمز ایده این بازی را بدهد، از شرکت سازنده خواسته بود تا یک بازی ویدئویی براساس کتاب کمیک بازی بسازند. در طول ساخت این بازی، یکی از اهداف سازندگان، طراحی گیم‌پلی متفاوت با دیگر بازی‌ها بود. سازندگان بازی تصمیم گرفتند تا بازی را بر مبنای روش بازی بازیکنان در انتخاب هایشان طراحی کنند. قسمت اول بازی با استقبال زیادی روبرو شد. تل‌تیل گیمز اعلام کرد که می‌خواهد این بازی را تا پنج قسمت دیگر ادامه دهد و و تا چندی دیگر، فصل دوم بازی را منتشر می‌کند. پس از ساخت و انتشار کامل بازی مردگان متحرک، در سال ۲۰۱۳ (میلادی)، تل‌تیل گیمز ایده جدیدی را ارائه داد. آن‌ها اعلام کردند:
 ما در حال ساخت فصل دوم از سری بازی‌های مردگان متحرک هستیم. این بازی یکی از بازی‌های بزرگ‌سال خواهد بود. در حال حاضر، ما در حال ساخت داستان بازی هستیم. 
 ساخت موسیقی متن مردگان متحرک، بر عهده جارد امرسون-جانسون بوده‌است. وی پیش از آن نیز وظیفه ساخت موسیقی متن بازی‌هایی مانند پارک ژوراسیک و همین‌طور چندین بازی دیگر را برعهده داشته‌است.

### موتور گرافیکی
مرده راه‌رونده با موتور ابزار تل‌تیل (Teltale Tool) ساخته شده‌است. استفاده از رنگ‌های تیره، طراحی خوب محیط‌ها با القا کردن حس سرد داخل بازی، فضای وحشتناک دنیای مردگان و طراحی مناسب چهره‌ها، از نکات مثبت این موتور و سایه زنی نه‌چندان جالب، کیفیت بسیار پایین بافت‌ها و نداشتن نمای خوب در مکان‌های دور، از نکات منفی موتور ابزار تل‌تیل هستند. موتور ابزار تل‌تیل برای کارکرد در ویندوزهای ایکس‌پی، ویستا و ۷ نیازمند دایرکت‌ایکس ۹ است.

### پرداخت هنری
کارگردان هنری شرکت تل‌تیل گیمز، درک ساکای، رهبری گروهی را برای ساختن شخصیت‌ها و دیالوگ‌های بازی بر عهده داشت. ساکای با کشیدن یک دختر برای الهام گرفتن از او، شخصیت کلمنتان را ساخت. ایده کلمنتان، اولین ایده ساکای بود.

### صداگذاری و موسیقی متن
صداگذاری بازی مردگان متحرک، یکی از نقاط قوت بازی از دید منتقدان است. همچنین وب‌گاه‌ها یکی از نقاط بازی را، صداگذاری و موسیقی متن بازی خواندند. گیم‌اینفورمر دربارهٔ موسیقی متن می‌گوید:
موسیقی بازی مردگان متحرک می‌تواند به موقع در بازی به بیرون کشیدن احساسات شخصیت‌ها کمک کند. این بازی از لحاظ اجرای درخشان، رسم بازیکنان در لحظات احساسی و قرار دادن علامت تعجب در انتخاب‌های دشوار، در بازیکنان یک حس ترس به‌وجود آورده‌است. اثرات صدا به خوبی به کار گرفته شده؛ کمک برای اضافه‌کردن حس بازیکن برای واقعی جلوه دادن محیط بازی، اضافه کردن یکی دیگر از ابعاد به فرایند تصمیم‌گیری تجارب بازیکن است. تمام این تجارب و محیط‌های بازی به ایجاد یک داستان فوق‌العاده کمک می‌کند.
موسیقی متن مردگان متحرک توسط جارد امرسون-جانسون ساخته شده‌است. جارد قبلاً نیز موسیقی متن بازی‌هایی چون پارک ژوراسیک و چندین بازی دیگر را ساخته است.
| مردگان متحرک (موسیقی متن اصلی بازی) | مردگان متحرک (موسیقی متن اصلی بازی) | مردگان متحرک (موسیقی متن اصلی بازی) |
| شماره                               | نام                                 | مدت                                 |
| ----------------------------------- | ----------------------------------- | ----------------------------------- |
| ۱.                                  | «مردگان متحرک»                      | ۰:۳۴                                |
| ۲.                                  | «زنده در درون»                      | ۰:۳۲                                |
| ۳.                                  | «یک انتخاب»                         | ۲:۵۳                                |
| ۴.                                  | «تمام شد»                           | ۴:۲۴                                |
| ۵.                                  | «پیام»                              | ۶:۴۵                                |
| ۶.                                  | «امن»                               | ۷:۳۵                                |
| ۷.                                  | «امن (اصلاح شده)»                   | ۱۰:۰۰                               |
| ۸.                                  | «تنش»                               | ۱۲:۲۷                               |
| ۹.                                  | «راستگو»                            | ۱۴:۱۲                               |
| ۱۰.                                 | «شفای روح»                          | ۱۵:۰۶                               |
| ۱۱.                                 | «بهترین چیز برای شما»               | ۱۷:۳۰                               |
| ۱۲.                                 | «تصمیم»                             | ۲۰:۰۳                               |
| ۱۳.                                 | «سقوط»                              | ۲۲:۲۵                               |
| ۱۴.                                 | «رفته»                              | ۲۴:۲۱                               |
| ۱۵.                                 | «نتیجه»                             | ۲۷:۱۷                               |
| ۱۶.                                 | «مسلح با مرگ»                       | ۲۸:۴۹                               |
| ۱۷.                                 | «ذخیره شده»                         | ۳۰:۳۴                               |
| ۱۸.                                 | «خداحافظ»                           | ۳۲:۱۸                               |
| ۱۹.                                 | «ما را برگردان (آللا داین)»         | ۳۴:۳۰                               |

## انتشار و فروش
بازی مردگان متحرک بر روی شش پلتفرم مایکروسافت ویندوز، ایکس‌باکس ۳۶۰، پلی‌استیشن ۳، اواس ده، پلی‌استیشن ویتا و آی‌اواس اندروید عرضه شده‌است. قسمت اول این بازی، در تاریخ ۲۴ آوریل ۲۰۱۲ (میلادی)، برای ویندوز و پلی‌استیشن و بعد از آن در ۲۷ آوریل ۲۰۱۲ (میلادی)، برای ایکس باکس ارائه شد.
پس از فروش موفق قسمت اول، در تاریخ ۲۷ ژوئن ۲۰۱۲ (میلادی)، قسمت دوم بازی، برای ایکس باکس و در ۲۹ ژوئن ۲۰۱۲ (میلادی)، برای ویندوز منتشر شد که با استقبال خوبی مواجه داشت. یک ماه پس از انتشار قسمت دوم، قسمت سوم بازی در تاریخ ۲۸ اوت ۲۰۱۲ (میلادی)، برای ویندوز و در ۲۹ اوت ۲۰۱۲ (میلادی)، برای ایکس باکس منتشر شد. این بازی برعکس قسمت اول و دوم، موفقیت‌ها و امتیازهای کمتری را کسب کرد.
پس از انتشار قسمت ناموفق قبلی، تل‌تیل گیمز در تاریخ ۹ اکتبر ۲۰۱۲ (میلادی)، قسمت چهارم را برای ویندوز و در ۱۰ اکتبر ۲۰۱۲ (میلادی)، برای ایکس باکس ارائه کرد. با انتشار این قسمت، تل‌تیل گیمز ناکامی‌های قسمت قبلی را جبران کرد.
پس از انتشار قسمت‌های تقریباً موفق اول تا چهارم بازی مردگان متحرک، تل‌تیل گیمز قسمت پنجم و آخر بازی را در تاریخ ۲۰ نوامبر ۲۰۱۲ (میلادی)، برای ویندوز و در ۲۷ نوامبر ۲۰۱۲ (میلادی)، برای ایکس باکس ارائه کرد. این قسمت در مجموع قسمت‌های بازی، موفق‌ترین قسمت از لحاظ فروش و بازتاب‌های آن بود.
قسمت اول بازی مردگان متحرک، بیش از یک میلیون نسخه فروش، در کمتر از دو هفته داشت و بقیهٔ قسمت‌های بازی هم تا پایان سال ۲۰۱۲ (میلادی)، بیش از ۸٫۵ میلیون نسخه فروش داشتند. همچنین این بازی برای دو هفتهٔ پشت سر هم، در رده اول پرفروشترین بازی Xbox Live Arcade قرار گرفت. با انتشار قسمت سوم بازی، بیش از ۳٫۸ میلیون نسخه از این قسمت، به ۱٫۲ میلیون بازیکن تحویل داده شد. در آخر، تل‌تیل گیمز اعلام کرد که هر پنج قسمت بازی مردگان متحرک، پس از هفت ماه قرار داشتن در مارکت پلیس، ۸٫۵ میلیون نسخه فروش داشته‌است.
بیش از یک میلیون بازیکن، حداقل یک قسمت از پنج قسمت این بازی را بازی کردند و همچنین بیش از ۸٫۵ میلیون نسخه از این بازی، تا پایان سال ۲۰۱۲ (میلادی) فروخته شد و در حدود ۴۰ میلیون دلار درآمد کسب کرد. پس از انتشار بازی مردگان متحرک ۴۰۰ روز، شرکت تل‌تیل گیمز اعلام کرد این بازی در حدود ۱۷ میلیون فروش داشته‌است. و تا انتشار قسمت دوم بازی یعنی اکتبر ۲۰۱۳ (میلادی)، این بازی بیش‌تر از ۲۱ میلیون دلار به فروش رسید.
| کشور       | ایکس‌باکس ۳۶۰ | پلی‌استیشن ۳ | مایکروسافت ویندوز |
| ---------- | ------------ | ----------- | ----------------- |
| آمریکا     | ۲۶۱٬۷۶۵      | ۱۶۳٬۲۰۰     | —                 |
| بریتانیا   | ۱۴٬۲۳۸       | ۱۰٬۹۹۶      | —                 |
| آلمان      | ۳٬۱۷۶        | ۱۱٬۴۹۵      | ۱۳٬۳۹۲            |
| فرانسه     | ۴٬۷۷۰        | ۱۰٬۰۹۳      | —                 |
| اروپا      | ۳۱٬۰۵۷       | ۵۲٬۴۶۰      | ۱۸٬۷۴۹            |
| فروش جهانی | ۳۰۷٬۹۵۸      | ۱۹۱٬۹۹۹     | ۲۳٬۴۳۸            |

### ویندوز
نسخه مایکروسافت ویندوز این بازی، زودتر از دو نسخه دیگر برای قسمت اول تا پنجم، به ترتیب در تاریخ‌های ۲۴ آوریل، ۲۹ ژوئن، ۲۸ اوت، ۹ اکتبر و ۲۰ نوامبر ۲۰۱۲ (میلادی) در اروپا و آمریکا عرضه شد.
| عنوان بازی                                       | انتشاردهنده | تاریخ انتشار   | منطقه    |
| ------------------------------------------------ | ----------- | -------------- | -------- |
| مردگان متحرک: قسمت اول                           | تل‌تیل گیمز  | ۲۴ آوریل ۲۰۱۲  | اروپا    |
| مردگان متحرک: قسمت اول                           | تل‌تیل گیمز  | ۲۴ آوریل ۲۰۱۲  | آمریکا   |
| مردگان متحرک: قسمت دوم                           | تل‌تیل گیمز  | ۲۹ ژوئن ۲۰۱۲   | آمریکا   |
| مردگان متحرک: قسمت دوم                           | تل‌تیل گیمز  | ۲۹ ژوئن ۲۰۱۲   | اروپا    |
| مردگان متحرک: قسمت سوم                           | تل‌تیل گیمز  | ۲۹ اوت ۲۰۱۲    | اروپا    |
| مردگان متحرک: قسمت سوم                           | تل‌تیل گیمز  | ۲۹ اوت ۲۰۱۲    | آمریکا   |
| مردگان متحرک: قسمت چهارم                         | تل‌تیل گیمز  | ۱۰ اکتبر ۲۰۱۲  | اروپا    |
| مردگان متحرک: قسمت چهارم                         | تل‌تیل گیمز  | ۱۰ اکتبر ۲۰۱۲  | آمریکا   |
| مردگان متحرک: قسمت پنجم                          | تل‌تیل گیمز  | ۲۱ نوامبر ۲۰۱۲ | آمریکا   |
| مردگان متحرک: قسمت پنجم                          | تل‌تیل گیمز  | ۲۱ نوامبر ۲۰۱۲ | اروپا    |
| مردگان متحرک: سری بازی‌های تل‌تیل (آنلاین)         | تل‌تیل گیمز  | ۱۲ نوامبر ۲۰۱۲ | آمریکا   |
| مردگان متحرک: سری بازی‌های تل‌تیل (نسخه محدود شده) | تل‌تیل گیمز  | ۱۲ نوامبر ۲۰۱۲ | آمریکا   |
| مردگان متحرک: سری بازی‌های تل‌تیل                  | تل‌تیل گیمز  | ۵ سپتامبر ۲۰۱۳ | استرالیا |
| مردگان متحرک: سری بازی‌های تل‌تیل                  | تل‌تیل گیمز  | ۵ اکتبر ۲۰۱۳   | اروپا    |

### پلی‌استیشن ۳
نسخه پلی‌استیشن ۳ این بازی نیز مانند نسخه ویندوز بازی، برای قسمت اول تا پنجم به ترتیب در تاریخ‌های، ۲۴ آوریل، ۲۹ ژوئن، ۲۸ اوت، ۹ اکتبر و ۲۰ نوامبر ۲۰۱۲ (میلادی) در اروپا و آمریکا عرضه شد.
| عنوان بازی                                      | انتشاردهنده | تاریخ انتشار   | منطقه    | رتبه‌بندی | شماره ثبت  |
| ----------------------------------------------- | ----------- | -------------- | -------- | -------- | ---------- |
| مردگان متحرک: سری بازی‌های تل‌تیل                 | تل‌تیل گیمز  | ۱۲ نوامبر ۲۰۱۲ | آمریکا   | M        |            |
| مردگان متحرک: سری بازی‌های تل‌تیل (نسخه جمع‌کننده) | تل‌تیل گیمز  | ۱۲ نوامبر ۲۰۱۲ | آمریکا   | M        |            |
| مردگان متحرک: سری بازی‌های تل‌تیل                 | تل‌تیل گیمز  | ۵ سپتامبر ۲۰۱۳ | استرالیا | MA       | BLES-۰۱۸۳۳ |
| مردگان متحرک: سری بازی‌های تل‌تیل                 | تل‌تیل گیمز  | ۵ اکتبر ۲۰۱۳   | اروپا    | ۱۸+      | BLES-01833 |

### ایکس‌باکس ۳۶۰
نسخه ایکس‌باکس ۳۶۰ به غیر از قسمت دوم بازی، در بقیه قسمت‌ها دیرتر از نسخهٔ ویندوز و پلی‌استیشن منتشر شد. نسخه ایکس‌باکس بازی برای قسمت اول تا پنجم به ترتیب در تاریخ‌های ۲۷ آوریل، ۲۷ ژوئن، ۲۹ اوت، ۱۰ اکتبر و ۲۷ نوامبر ۲۰۱۲ (میلادی) در آمریکا عرضه شد.
| عنوان بازی                                      | انتشاردهنده | تاریخ انتشار   | منطقه    | رتبه‌بندی | شماره ثبت |
| ----------------------------------------------- | ----------- | -------------- | -------- | -------- | --------- |
| مردگان متحرک: سری بازی‌های تل‌تیل                 | تل‌تیل گیمز  | ۱۲ نوامبر ۲۰۱۲ | آمریکا   | M        |           |
| مردگان متحرک: سری بازی‌های تل‌تیل (نسخه جمع‌کننده) | تل‌تیل گیمز  | ۱۲ نوامبر ۲۰۱۲ | آمریکا   | M        |           |
| مردگان متحرک: سری بازی‌های تل‌تیل                 | تل‌تیل گیمز  | ۵ سپتامبر ۲۰۱۳ | استرالیا | MA       | TWD-1ANZ  |
| مردگان متحرک: سری بازی‌های تل‌تیل                 | تل‌تیل گیمز  | ۵ اکتبر ۲۰۱۳   | اروپا    | ۱۸+      |           |

## نسخه‌های دیگر

### مردگان متحرک ۴۰۰ روز
بازی مردگان متحرک: ۴۰۰ روز نسخه ویژه بازی مردگان متحرک است، که به صورت محتوای قابل دانلود در اختیار کاربران قرار گرفته و بر روی پنج شخصیت مختلف تمرکز دارد: وینس، وایت، رازل، بونی و شل. تصمیمات بازی اصلی مردگان متحرک، روی این بازی، و تصمیمات این بازی روی قسمت دوم بازی مردگان متحرک تأثیر داشته‌اند. این بازی ۴۰۰ روز زندگی این پنج شخصیت در دنیای مردگان را روایت می‌کند.
این پنج شخصیت عبارتند از:
- وینس برای کمک به برادر خود به خاطر قتل به زندان افتاده است. او زمانی که در اتوبوس زندان بود، با قربانی کردن یک زندانی، به همراه زندانی دیگری فرار کرده‌است.
- وایت که در حال فرار کردن با ماشین، همراه با دوستش ادی از شخصی ناشناس بود، ماشینشان به یک زامبی در وسط راه برخورد کرد که وایت مجبور به ترک ادی یا ادی مجبور به ترک وایت می‌شود.
- رازل مرد جوانی است که تلاش می‌کند به دیدن مادربزرگش برود. او دوستش نیت را با خود هم‌سفر می‌کند و در وسط راه، در هنگام متوقف کردن خودرو برای گرفتن سوخت، افراد آنجا به آن‌ها تیراندازی می‌کنند. آن‌ها آرام‌آرام به سمت زن و شوهر پیری می‌روند، که قصد دفاع از خود را دارند. رازل با دوستش نیت مانع کشته شدن این زن و شوهر می‌شوند.
- بونی زنی است که در هنگام شیوع بیماری زامبی‌ها، به موادمخدر معتاد شده‌است. او به وسیله دو نفر به نام‌های للاند و دی تحت درمان است.
- شل و خواهر کوچک‌ترش بکا، عضو گروهی هستند که پیش از توقف رازل و دوستش، در جایگاه سوخت بودند.

### نسخه دوم
پس از ساخت و انتشار کامل بازی مردگان متحرک: فصل اول، در سال ۲۰۱۳ (میلادی)، تل‌تیل گیمز ایده جدیدی را ارائه داد. آن‌ها اعلام کردند:
 ما در حال ساخت فصل دوم از سری بازی‌های مردگان متحرک هستیم. این بازی یکی از بازی‌های بزرگ‌سال خواهد بود. در حال حاضر، ما در حال ساخت داستان بازی هستیم. 
 تل‌تیل همچنین اعلام کرد که شخصیت اصلی بازی، کلمنتان است که در فصل اول بازی حضور داشت. تل‌تیل گیمز اعلام کرد که این بازی در ۵ قسمت است، که اولین قسمت آن در سال ۲۰۱۴ (میلادی) منتشر می‌شود که البته این بازی، زودتر از تاریخ موعود منتشر شد. تل‌تیل گیمز دربارهٔ روند بازی اعلام کرده‌است که تصمیمات قسمت اول و ۴۰۰ روز بر روی این فصل تأثیر بسزایی دارد و همچنین این نسخه از بازی نیز براساس کتاب مردگان متحرک، به نویسندگی رابرت کرکمن، که خود آن کتاب برنده جوایز متعددی شده، ساخته شده‌است. سرانجام در تاریخ ۱۷ دسامبر ۲۰۱۳ (میلادی)، قسمت اول از بازی مردگان متحرک: فصل دوم منتشر شد. داستان بازی که شخصیت اصلی آن کلمنتان است، برعکس قسمت اول بازی، که کلمنتان برای زنده ماندن توسط لی محافظت می‌شد، در این قسمت بدون وجود لی، باید از خودش، دربرابر خطرات حفاظت کند.

## گروه سنی
بازی مردگان متحرک پس از انتشار، توسط سه شرکت ای‌اس‌آربی، بنیاد اروپایی اطلاعات بازی‌ها و هیئت رده‌بندی سنی فیلم‌های بریتانیا در ردهٔ افراد بالای ۱۸ سال قرار گرفت.

گروه سنی بالای ۱۸ سال بنیاد اروپایی اطلاعات بازی‌ها

### بنیاد اروپایی اطلاعات بازی‌ها
بنیاد اروپایی اطلاعات بازی‌ها، مردگان متحرک را به دلیل داشتن خشونت شدید، خشونت نسبت به مردم بی‌دفاع و لحن بسیار خشن و زننده در گروه سنی بالای ۱۸ سال قرار داد.

### ای‌اس‌آربی
ای‌اس‌آربی بازی را به دلیل داشتن خشونت، خون، صحنه‌های جنسی و لحن بسیار خشن و زننده در این گروه سنی قرار داد. این وبگاه دلیل قراردادن این رده به بازی را این‌گونه بیان کرد: 
این بازی ماجراجویی براساس مجموعهٔ تلویزیونی و کتاب مصوری به همین نام ساخته شده‌است. در بعضی از صحنه‌های بازی می‌بینیم که پای یکی از شخصیت‌های بازی به وسیله تبر قطع شده‌است؛ زنی با تفنگ خودش را می‌کشد؛ مردی دست خودش را می‌برد؛ یا زامبی‌ها حمله می‌کنند. حتی در دیالوگ بازی نیز از کلمات ناسزا و زننده زیادی استفاده می‌شود.

## بازخوردها
| گردآورنده  | امتیاز                                |
| ---------- | ------------------------------------- |
| گیم‌رنکینگز | ۹۲٫۵۰٪ (PS3) ۹۱٫۸۰ (X360) ۹۳٫۲۰٪ (PC) |
| متاکریتیک  | ۹۴٪ (PS3) ۹۲٪ (X360) ۸۹٪ (PC)         |

| ناشر         | امتیاز  |
| ------------ | ------- |
| آل‌گیم        | ۴/۵     |
| یوروگیمر     | ۸/۱۰    |
| گیم اینفورمر | ۹٫۵۰/۱۰ |
| گیم رولیشن   | ۵/۵     |
| گیم‌اسپات     | ۹/۱۰    |
| گیم‌اسپای     | [ ۸۳ ]  |
| گیم‌تریلرز    | ۸٫۲/۱۰  |
| آی‌جی‌ان       | ۹٫۳/۱۰  |

پس از انتشار مردگان متحرک، این بازی نقدهای خوبی را به همراه داشت. گیم رولیشن به این بازی نمره کامل داد. صداپیشگان فوق‌العاده شخصیت‌ها، عاطفی و غم‌انگیز بودن داستان و شکل انتخاب بازیکنان، سه معیار از شش معیار مثبت بازی است که این وبگاه آن را ارزیابی کرده‌است. آی‌جی‌ان نمرهٔ ۹٫۳ را از ۱۰ به این بازی داد. این وبگاه داستان روان بازی، انتخاب‌های بازیکنان، صداپیشگی عالی صداپیشگان و داشتن احساسات در بازی را ویژگی‌های مثبت بازی ارزیابی کرده‌است.
گیم‌اسپای برای هر قسمت بازی نقدهای جداگانه‌ای کرد. این وب‌گاه به قسمت اول امتیاز ۴ از ۵ را داد. درست و مانند بودن به لحن کمیک، عناصر قوی بازی ماجراجویی، تصاویر شیک، شخصیت‌های خوب نوشته‌شده و انتخاب‌های جالب این بازی ماجراجویی را، از ویژگی‌های مثبت این قسمت ارزیابی کرده‌است. به قسمت دوم هم امتیاز ۴ از ۵ را داد. رشد کردن، داستان فکری، تم‌های نگران‌کننده و داشتن شخصیت‌های فوری و تعاملی را، از ویژگی‌های مثبت این قسمت ارزیابی کرده‌است. به قسمت سوم از بازی، امتیاز ۳ از ۵ را داد. رشد کردن، داستان فکری، تم‌های نگران‌کننده و داشتن انتخاب‌های دردناک‌تر را از ویژگی‌های مثبت این قسمت ارزیابی کرده‌است. به قسمت چهارم هم مانند دو قسمت اول، امتیاز ۴ از ۵ را داد. داشتن انرژی، اکتشافات و زامبی‌های بیشتر، تبدیل انتظارات بازیکن در فکر خود و آماده‌سازی فوق‌العاده برای قسمت پایانی بازی را، از ویژگی‌های مثبت قسمت چهار ارزیابی کرده‌است. به قسمت آخر بازی، امتیاز کامل ۵ از ۵ را داد. داشتن نتیجه‌گیری غم‌انگیز در عین حال عمیقاً رضایت‌بخش، داستان و عملکرد زیبا و ترکیب فوق‌العاده از عمل، ماجراجویی و تعامل شخصیت را، از ویژگی‌های مثبت قسمت آخر بازی ارزیابی کرده‌است.

«این یک موفقیت بزرگ‌تر از پارک ژوراسیک است و هنوز موفقیتش ادامه هم دارد، اما همچنین از کامل بودن دور است.»

مارک شارکی، ۲۵ آوریل ۲۰۱۲ ‏
گیم‌اسپات برای ۵ قسمت بازی، نمره ۹ را داد؛ و همچنین همانند گیم‌اسپای برای هریک از قسمت‌ها، نقدهای جداگانه‌ای کرد. این وبگاه به قسمت اول، امتیاز ۸ از ۱۰ را داد. آوردن داستان، شخصیت‌ها و گفتگوهای درجه اول، آثار هنری شیک و دست پاچگی و داشتن عمل دیوانگی متوالی را از ویژگی‌های مثبت این قسمت ارزیابی کرده‌است. به قسمت دوم هم امتیاز ۸٫۵ از ۱۰ را داد. داشتن اسکریپت‌های فوق‌العاده و گفتگوی درجه اول، داشتن انتخاب‌های دشوار بیشتر با دیالوگ‌ها و عمل‌های متفاوت و داشتن دنباله‌ها واقعاً نگران‌کننده با طبیعت شکننده از جامعه آخرالزمانی را از ویژگی‌های مثبت این قسمت ارزیابی کرده‌است. به قسمت سوم از بازی، امتیاز ۸٫۵ از ۱۰ را داد. داشتن داستان به دور از کمیک برخلاف قسمت‌های اول، داشتن انتخاب‌های بسیار نگران‌کننده و داشتن عناصر بیشتر ماجراجویی نسبت به قسمت‌های قبلی را از ویژگی‌های مثبت قسمت سوم ارزیابی کرده‌است. به قسمت چهارم امتیاز ۷ از ۱۰ را داد. داشتن بارهایی از تنش و پایان صخره‌آویز و داشتن تصاویری جوی و صداگذاری فوق‌العاده را از ویژگی‌های مثبت قسمت چهارم ارزیابی کرده‌است. به قسمت آخر برخلاف دیگر وبگاه‌ها امتیاز پایین، ۷٫۵ از ۱۰ را داد. داشتن صحنه اختتامیه از اتمام داستان در حالت غم‌انگیز، داشتن فضای بسته با انبوهی از زامبی در اطراف بازیکن و داشتن لحظه‌های بزرگ با اسکریپب و صداگذاری عالی را از ویژگی‌های مثبت قسمت آخر از بازی ارزیابی کرده‌است.
گیم تریلرز برای هر قسمت بازی نقدهای جداگانه‌ای کرد. این وب‌گاه به داستان قسمت پنجم تا قسمت اول به ترتیب، امتیازات ۹٫۵، ۷٫۸، ۹٫۰، ۹٫۱، ۸٫۲ و همچنین به گیم پلی این بازی از قسمت پنجم تا اول به ترتیب، امتیازات ۸٫۶، ۸٫۵، ۸٫۵، ۸٫۵، ۸٫۳ را داد.

«وقتی که من بازی را تمام کردم، از چشم‌هایم اشک جاری شد؛ و شروع کردم به فکرکردن که آیا امکان دارد که تل‌تیل گیمز فصل دوم از بازی را بسازد. من بایوشاک و آخرین بازمانده از ما را فراموش کردم؛ فقط مردگان متحرک را می‌خواهم.»

الکس اسبرون، ۲۷ نوامبر ۲۰۱۲ ‏
مجله رسمی ایکس‌باکس هم مانند گیم تریلرز نقدهای جداگانه‌ای برای هر قسمت نوشت. این وب‌گاه به قسمت اول بازی، امتیاز ۸ از ۱۰ را داد و شخصیت‌های فوق‌العاده بازی، تصمیم‌گیری‌های بازیکنان و هیجان‌انگیزتر بودن بازی از مجموعه تلویزیونی اش را نقاط قوت قسمت اول خواند. به قسمت دوم هم امتیاز نُه از ده را داد و شخصیت‌های فوق‌العاده بازی، تصمیم‌گیری‌های سخت و صحنه‌های باورنکردنی بازی را نقاط قوت قسمت دوم خواند. این وبگاه به قسمت سوم بازی هم امتیاز ۹ از ده را داد و فوق‌العاده بودن کلمنتان و همانند قسمت اول، هیجان‌انگیزتر بودن بازی از مجموعهٔ تلویزیونی‌اش را نقاط قوت قسمت سوم خواند. به قسمت چهارم بازی هم امتیاز ۷ از ۱۰ و به قسمت پنجم بازی، امتیاز ۹ از ده را داد. این وب‌گاه، داشتن تحولات در طرح این قسمت با دیگر قسمت‌ها، هدف قوی و داشتن داستانی غم‌انگیز را نقاط قوت قسمت پنجم خواند.
در آخر هم شرکت تل‌تیل گیمز پس از انتشار سری بازی‌های موفق مردگان متحرک، در بین ۱۰ شرکت موفق سازنده بازی از نگاه وب‌گاه گاماسترا (Gamasutra)، در سال ۲۰۱۲ (میلادی) انتخاب شد.

### جوایز
جوایزی که این بازی دریافت کرده عبارتند از:
- برنده جایزه بهترین بازی سال (Spike - VGA 2012)[۱۰۶]
- برنده جایزه بهترین بازی سال (Yahoo! Games - Best of 2012 Awards)[۱۰۷]
- برنده جایزه بهترین بازی سال (Official Xbox Magazine - Game of the Year 2012 Awards)
- برنده جایزه بهترین بازی سال (GamesRadar)[۱۰۸]
- برنده جایزه بهترین بازی قابل دانلود (Spike - VGA 2012)[۱۰۶]
- برنده جایزه بهترین بازی قابل دانلود (X-Play - Best of 2012 Awards)[۱۰۹]
- برنده جایزه بهترین بازی قابل دانلود (Yahoo! Games - Best of 2012 Awards)[۱۰۷]
- برنده جایزه بهترین بازی ماجراجویی (GameSpy - Best of E3 2012)[۱۱۰]
- برنده جایزه بهترین بازی ماجراجویی برای قسمت ۵ (IGN - 2012 Game of the Year)[۱۱۱]
- برنده جایزه بهترین بازی ماجراجویی کامپیوتر (IGN - 2012 Game of the Year)[۱۱۱]
- برنده جایزه بهترین نوشته (X-Play - Best of 2012 Awards)[۱۰۹]
- برنده جایزه بهترین نوشته سال (PC Gamer - Game of the Year Awards 2012)[۱۱۲]
- برنده جایزه بهترین داستان برای قسمت ۵ (IGN - 2012 Game of the Year)[۱۱۳]
- برنده جایزه بهترین داستان ایکس‌باکس ۳۶۰ برای قسمت ۵ (IGN - 2012 Game of the Year)[۱۱۴]
- برنده جایزه بهترین بازی ویدیوئی تطبیق شده (Spike - VGA 2012)[۱۰۶]
- برنده جایزه بهترین بازی ایکس‌باکس لایو برای قسمت ۵ (IGN - 2012 Game of the Year)[۱۱۵]
- برنده جایزه بهترین اجرا زن برای ملیسا هاتچیسون (Spike - VGA 2012)[۱۰۶]
- برنده جایزه بهترین استادیو سال برای تل‌تیل گیمز (Spike - VGA 2012)[۱۰۶]

## واژه‌نامه
1. ↑  Lee Everett
2. ↑  Walker
3. ↑  Clementine
4. ↑  Hershel
5. ↑  Katjaa
6. ↑  Kenny
7. ↑  Macon
8. ↑  Lilly
9. ↑  Glenn
10. ↑  Carley
11. ↑  Doug
12. ↑  Mark
13. ↑  Andrew
14. ↑  Danny
15. ↑  Brenda
16. ↑  Charles
17. ↑  Omid
18. ↑  Christa
19. ↑  Savanah
20. ↑  Walkie-Talkie
21. ↑  Molly
22. ↑  Vernon
23. ↑  Marsh House
24. ↑  Dave Fennoy
25. ↑  Melissa Hutchison
26. ↑  Gavin Hammon
27. ↑  Cissy Jones
28. ↑  Trevor Hofmann
29. ↑  Owen Thomas
30. ↑  Mara Junot
31. ↑  Nikki Rapp
32. ↑  Max Kaufman
33. ↑  Nicole Vigil
34. ↑  The Walking Dead
35. ↑  Alive Inside
36. ↑  One Choice
37. ↑  It's Over
38. ↑  Message
39. ↑  Safe
40. ↑  Safe Edit
41. ↑  Tension
42. ↑  Honest
43. ↑  Spirit Healing
44. ↑  The Best For You
45. ↑  Decision
46. ↑  Falling
47. ↑  Gone
48. ↑  Outcome
49. ↑  Armed With Death
50. ↑  Saved
51. ↑  Goodbye
52. ↑  Take Us Back